# Nicole Bacharan
Nicole Bacharan (Saint-Gaudens, Francia, 25 de enero de 1955) es una historiadora, y científica polítóloga especializada en la sociedad estadounidense y relaciones Francia-EE. UU. Es una investigadora con la Fundación Nacional para Ciencia Política (Ciencias Po) y es miembro nacional en la Hoover Institución en la  Universidad de Stanford  en California.
Es la autora de ensayos numerosos que incluyen varios best sellers, "Faut-il avoir peur de l'Amérique ?" y "Américains-Arabes, l'affrontement". En colaboración con Dominique Simonnet, también escribe novelas en la serie Némo.
El 11 de septiembre de 2001, en vivo desde France 2 en el noticioso nocturno hospedado por David Pujadas,  dejó una marca para la TV francesa al decir “Esta noche,  somos todos estadounidenses,” una frase que repitió al día siguiente en Le Monde.

## Televisión y radio
En Francia, Nicole Bacharan, apodada por The New Economist "Miss América",. es colaboradora radiofónica de Europa 1 en política internacional, cuestiones respecto de EE. UU. y relaciones transatlánticas. Es también colaboradora de programas televisivos en Francia y Europa (TF1, France 2, France 3, TV5, I Television).

## Obra

### Libros
- Du sexe en Amérique. Une autre histoire des États-Unis. Ed. Robert Laffont, 2016

- Les secrets de la Maison Blanche, con Dominique Simonnet. Éd. Perrin, 2014

- 11 septembre, le jour du caos, con Dominique Simonnet. Ed. Perrin, 2011

- La Plus Belle Histoire des femmes, con Françoise Héritier, Michelle Perrot, Sylviane Agasinski, Seuil, 2011

- Les Noirs américains, des champs de coton à la Maison blanche , Éd. Perrin, 2010

- La Plus Belle Histoire de la liberté, con André Glucksmann y Abdelwahab Meddeb, postfacio de Václav Havel, Seuil, 2009

- Le Petit livre des élections américaines, Éd. du Panamá, 2008

- Les Noirs américains , Éd. du Panamá, 2008

- Pourquoi nous avons besoin des Américains, Seuil, marzo de 2007

- Américains, Arabes : l'affrontement (con Antoine Sfeir), Seuil, septiembre de 2006

- Faut-il avoir peur de l'Amérique ? Seuil, octubre de 2005

- Buenos días América, Seuil, 2001

- L'amor expliqué à nos enfants, con Dominique Simonnet, Seuil, 2000

- Le Piège : quand la démocratie perd la tête, Seuil, 1998

- Histoire des Noirs américains au XXème siècle, Complexe, 1994

#### Historia general
- La Plus Belle Histoire des femmes, con Françoise Héritier, Michelle Perrot, Sylviane Agacinski, 2011

- La Plus Belle Histoire de la liberté, con André Glucksmann, Abdelwahab Meddeb, posfacio de Václav Havel, 2009

### Novelas
- Némo dans les Étoiles, Seuil, 2004

- Némo en Égypte, Seuil, 2002

- Némo en Amérique, Seuil, 2001

- Le Livre de Némo, Seuil, 1998

## Honores

### Galardones
El Presidente de la República Francesa le otorgó la Legión de Honor en 2007.